# Puncak Mandala
El Puncak Mandala o pico Mandala (hasta 1963 Julianatop o pico Juliana) es una montaña situada en Alta Papúa, Indonesia. Con 4.760 metros, es el punto más alto de la cordillera Jayawijaya (Naranja) y forma parte de las Siete Segundas Cumbres. Tras el monte Carstensz (4.884 m), situado a 350 km al oeste, el Mandala es la segunda montaña independiente más alta de Oceanía, Australasia, Nueva Guinea e Indonesia..

## Geología
Mandala es uno de los tres altos macizos de Nueva Guinea Occidental, junto con los complejos de Carstensz y Trikora. Este pico solía tener una capa de hielo, pero se vio por última vez en 1989 y en 2003 había desaparecido por completo. Según los datos de la Shuttle Radar Topography Mission, es probable que este pico sea más alto que el Puncak Trikora, que perdió su casquete glaciar hacia 1960.

## Ascensiones
Escaladores de la expedición holandesa de 1959 a las montañas Star alcanzaron la cima del Puncak Mandala el 9 de septiembre.